# Фиолет, Франс
Франсискюс Антониюс (Франс) Фиолет (нидерл. Franciscus Antonius (Frans) Fiolet; 20 июля 1939, Гаага, Нидерланды — 14 декабря 2024, Арнем) — нидерландский хоккеист (хоккей на траве), полузащитник.

## Биография
Франс Фиолет родился 20 июля 1939 года в нидерландском городе Гаага.
Играл в хоккей на траве за ХДМ из Гааги.
В 1960 году вошёл в состав сборной Нидерландов по хоккею на траве на Олимпийских играх в Риме, занявшей 9-е место. Играл на позиции полузащитника, провёл 3 матча, мячей не забивал.
В 1964 году вошёл в состав сборной Нидерландов по хоккею на траве на Олимпийских играх в Токио, поделившей 7-8-е места. Играл на позиции полузащитника, провёл 5 матчей, забил 1 мяч в ворота сборной Индии.
В течение карьеры провёл за сборную Нидерландов 47 матчей.
Умер 14 декабря 2024 года в Арнеме в возрасте 85 лет.